# Мартел, Дайан
Дайан Мартел — американский клипмейкер и хореограф.

## Работы

### Хореография
1989
- «Ищейки с Бродвея»

1991
- «Shiny Happy People[англ.]» — R.E.M.

1993
- «Жизнь с Майки[англ.]»

### Видеоклипы
1992
- «Throw Ya Gunz» — Onyx

1993
- «Dreamlover» — Мэрайя Кэри
- «Chief Rocka» — Lords of the Underground

1994
- «All I Want for Christmas Is You» — Мэрайя Кэри
- «Miss You Most (At Christmas Time)» — Мэрайя Кэри
- «Bring the Pain» — Method Man
- «What I’m After» — Lord’s Of The Underground
- «Mass Appeal» — Gang Starr
- «Mad Props» — Da Youngstas
- «Can’t Wait» — Redman

1995
- «Live Niguz» — Onyx
- «Brooklyn Zoo» — Ol' Dirty Bastard
- «I’ll Be There for You/You’re All I Need to Get By» — Method Man при участии Мэри Джей Блайдж
- «The Riddler» — Method Man

1996
- «Blackberry Molasses» — Mista
- «Funkorama» — Redman

1997
- «Just Wanna Please U (Remix)» — Мона Лиза при участии The LOX
- «4,3,2,1» — LL Cool J при участии Method Man, Redman, Canibus и DMX

1998
- «The Worst» — Onyx при участии Wu-Tang Clan
- «The Roof» — Мэрайя Кэри
- «Breakdown» — Мэрайя Кэри при участии Bone Thugs-n-Harmony
- «My All» (So So Def Remix) — Мэрайя Кэри
- «Whenever You Call» — Мэрайя Кэри при участии Брайана МакНайта
- «Eyes Better Not Wander» — Nicole Wray

1999
- «Heartbreaker» (Remix) — Мэрайя Кэри
- «Angel of Mine» — Моника
- «Genie in a Bottle» — Кристина Агилера
- «What a Girl Wants» — Кристина Агилера
- «Incredible» — Кит Мюррей при участии LL Cool J

2000
- «Case of the Ex» — Mýa
- «Send It On» — D'Angelo
- «If you don´t wanna love me» — Tamar Braxton
- «Keep It Thoro» — Продиджи

2001
- «Young, Fresh n' New» — Келис
- «Who’s That Girl?» — Ив
- «Lapdance» — N.E.R.D
- «After The Rain Has Fallen» — Стинг

2002
- «Like I Love You» — Джастин Тимберлейк
- «Just a Friend» — Марио
- «From tha Chuuuch to da Palace» — Snoop Dogg
- «My Neck, My Back (Lick It)» — Кайя

2003
- «Stuck» — Стейси Оррико
- «Dance with My Father» — Лютер Вэндросс

2004
- "If I Ain’t Got You» — Алиша Киз
- «Welcome to My Truth» — Анастейша
- «I Could Be the One» — Стейси Оррико
- «Bridging the Gap» — Nas
- «Nobody’s Home» — Аврил Лавин
- «What’s Happenin'» — Method Man при участии Баста Раймс
- «Truth Is» — Фантазия Баррино

2005
- «Hold You Down» — Дженнифер Лопес при участии Fat Joe
- «Get Right» (Remix) — Дженнифер Лопес при участии Fabulous[англ.]
- «I Don’t Care» — Рики Мартин при участии Fat Joe и Amerie
- «Do You Want To» — Franz Ferdinand
- «Don’t Let It Go to Your Head» — Fefe Dobson
- «L.O.V.E.» — Эшли Симпсон
- «So High» — Джон Ледженд
- «Fearless» — The Bravery
- «Gotta Go, Gotta Leave» — Vivian Green
- «Touch» — Омарион
- «U Already Know» — 112

2006
- «Doing Too Much» — Paula DeAnda при участии Baby Bash
- «Ride a White Horse» — Goldfrapp
- «In My Mind» — Heather Headley
- «I’m Not Missing You» — Стейси Оррико
- «Listen» — Бейонсе
- «Tu amor» — RBD
- «Promise» — Сиара

2007
- «Read My Mind» — The Killers
- «Men’s Needs» — The Cribs
- «An End Has a Start» — Editors
- «Conquest» — The White Stripes
- «Like You’ll Never See Me Again» — Алиша Киз
- «Like a Boy» — Сиара

2008
- «The Boss» — Рик Росс
- «Who’s That Girl» — Робин
- «Google Me» — Teyana Taylor
- «Everyone Nose (All the Girls Standing in the Line for the Bathroom)» — N.E.R.D
- «Addiction» — Ryan Leslie
- «Eat You Up» — БоА
- «Whatcha Think About That» — Pussycat Dolls

2009
- «Слеза гламура»/«Golden Lady» — Ирина Салтыкова
- «America’s Suitehearts» — Fall Out Boy
- «Mad» — Ни-Йо
- «If This Isn’t Love» — Дженнифер Хадсон
- «Love Sex Magic» — Сиара при участии Джастина Тимберлейка
- «Outta Here» — Эсме Дентерс
- «Show Me What I’m Looking For» — Carolina Liar
- «Want» — Натали Имбрулья
- «Boys and Girls» — Пикси Лотт
- «3» — Бритни Спирс

2010
- «Whataya Want from Me» — Адам Ламберт
- «Missing» — Flyleaf
- «Ride» — Сиара при участии Ludacris
- «Kiss & Cry» — Iconiq[англ.]
- «Light Ahead» — Iconiq
- «Tokyo Lady» — Iconiq
- «Right Thru Me» — Ники Минаж

2011
- «No One Gonna Love You» — Дженнифер Хадсон
- «Best Thing I Never Had» — Бейонсе
- «You Can’t Be Friends with Everyone» — Make Out
- «25/8» — Мэри Джей Блайдж
- «Mr. Wrong» — Мэри Джей Блайдж
- «Until It’s Gone» — Моника

2012
- «Lazy Love» — Ни-Йо
- «Brand New Me» — Алиша Киз

2013
- «Lolita» — Leah LaBelle
- «Just Give Me a Reason» — P!nk при участии Нейта Рюсса
- «Leggo» — B. Smyth при участии 2 Chainz
- «Blurred Lines» — Робин Тик при участии T.I. и Фаррелла Уильямса
- «Give It 2 U» — Робин Тик при участии 2 Chainz и Кендрика Ламара
- «Evil Eye» — Franz Ferdinand
- «We can’t stop» — Майли Сайрус

2014
- «Pills n Potions» — Ники Минаж

2015
- «Ba$$in» — Yelle
- «Love Me» — The 1975
- «BB Talk» — Майли Сайрус

2016
- «After the Afterparty» — Charli XCX

2017
- «Old School» — Urban Cone
- «Malibu» — Майли Сайрус

2018
- «Feel The Love Go» — Franz Ferdinand